# Pimpelmees

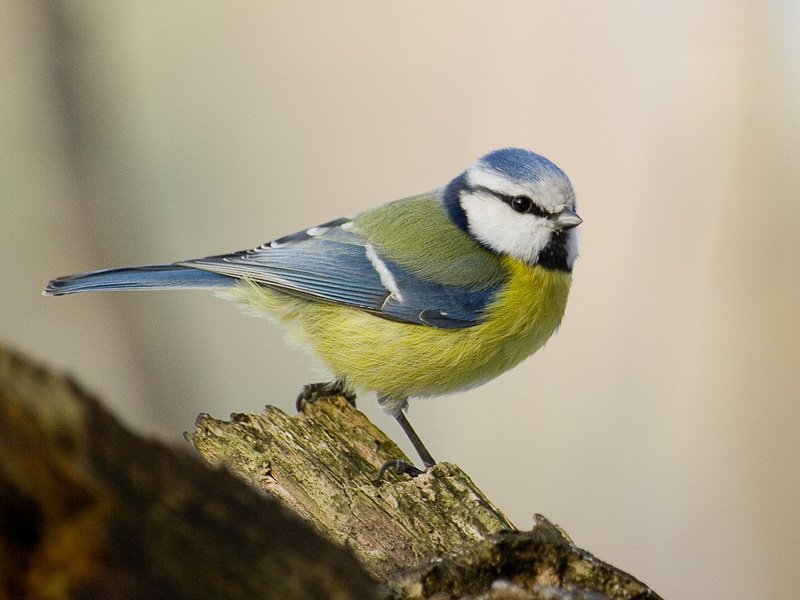
Volwassen vogel

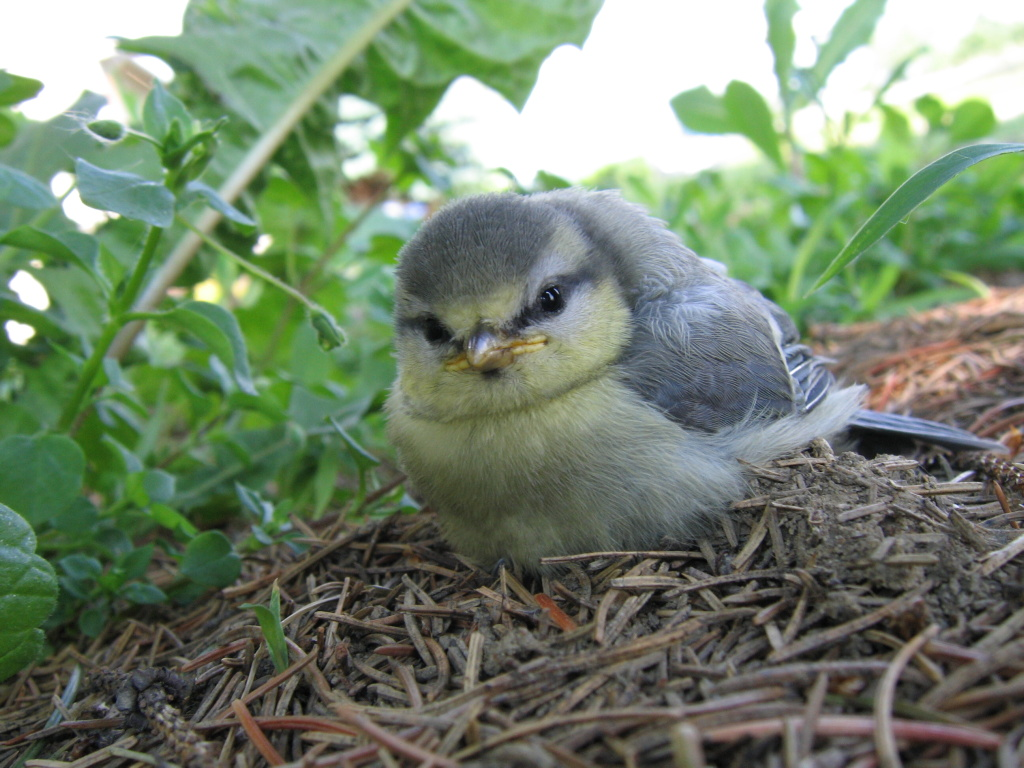
Jong in nest

De pimpelmees (Cyanistes caeruleus, synoniem: Parus caeruleus) is een mees die in vrijwel heel Europa regelmatig voorkomt. Pimpelmezen zijn veel te zien in bossen, tuinen en struwelen. Het zijn slimme, behendige vogels die graag afkomen op in de tuin opgehangen voedsel.
In België en Nederland is de pimpelmees een talrijke broedvogel, die bovendien voor het merendeel standvogel is, maar in sommige jaren in wisselend aantal doortrekt.

## Kenmerken
Volwassen pimpelmezen zijn circa 11–12 cm groot met een spanwijdte van 17–20 cm en een gewicht van ongeveer 12–15 g, dit is kleiner dan de koolmees. De pimpelmees heeft een kenmerkend blauw 'petje', gele borst, smalle, zwarte oogstreep, zwartblauwe kinvlek en blauwachtige vleugels. Mannetjes zijn helderder van kleur dan vrouwtjes en juvenielen. Mannetjes hebben een helderblauwe 'baret', terwijl vrouwtjes een dofblauwe 'baret' vertonen. Vrouwtjes hebben ook een iets smaller blauwe halsband. In juveniel kleed is hij op de kop groenig in plaats van blauw en op de wang gelig. De roep van de pimpelmees klinkt als tsi tsi tsit, de zang is een hoog si si sirrr, gevolgd door bellende geluiden, en lijkt iets feller dan die van de koolmees. De vlucht van de pimpelmees is meestal gelijk aan die van andere mezen. In boogjes zweeft hij door de lucht, in de tussenpozen slaat hij met de vleugels.

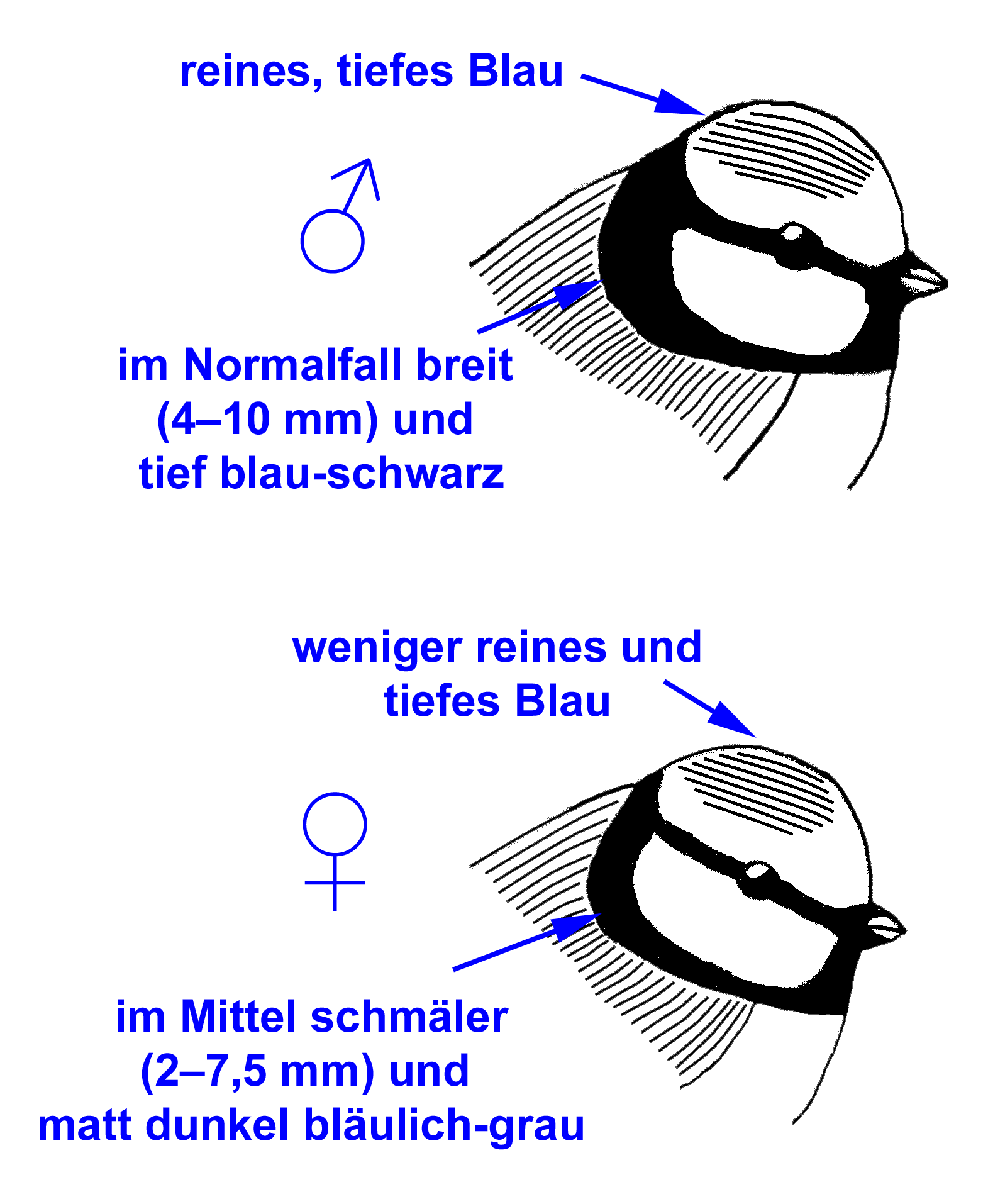
Seksuele differentiatie bij de pimpelmees

### Seksuele selectie
Pimpelmezen zien elkaar anders dan wij ze zien doordat zangvogels, waartoe pimpelmezen behoren, heel goed uv-licht kunnen waarnemen, dit in tegenstelling tot de mens. Kleuren lichten daardoor aanzienlijk feller op. Dit is essentieel voor het vrouwtje om het mannetje te kiezen waar zij de voorkeur aan geeft. Het gekleurde 'petje' is hierbij het belangrijkste deel van het mannetje dat indruk moet maken op het vrouwtje. Uv-gevoeligheid helpt om het verenkleed voor soortgenoten helder zichtbaar te maken en toch voor roofdieren minder goed zichtbaar te zijn aangezien die - net als de meeste andere dieren - geen uv-licht kunnen waarnemen. Voor vrouwtjespimpelmezen spelen ook de dans en zang van het mannetje en door hem aangeboden voer een rol bij de partnerkeuze.

## Levenswijze
Pimpelmezen leven vooral in bosrijke gebieden en tuinen met veel groen. De vogels zijn vooral tussen struikgewas, houtwallen en houtsingels te vinden. Ze voelen zich overal waar bomen staan thuis. Pimpelmezen hangen vaak ondersteboven aan uiteinden van berkentwijgen en aan vetbollen en pindasnoeren. Pimpelmezen zijn niet schuw, maar toch iets schuwer dan koolmezen. Het is bekend dat ze trucjes kunnen leren om aan voedsel te komen. De gemiddelde levensduur van een pimpelmees in goede leefomstandigheden bedraagt ongeveer drie jaar, met weinig roofdieren en zachte winters kan ook een leeftijd van acht jaar worden bereikt. De oudst geregistreerde leeftijd voor een pimpelmees is 19 jaar.

### Bladluizenbestrijding
Pimpelmezen kunnen behulpzaam zijn voor eigenaren van fruitbomen en grote fruitgewassen omdat ze de bladeren van deze gewassen ontdoen van onder andere bladluizen. Op die manier vormen ze een biologische bestrijding van bladluizen. Er treedt daarbij vaak wel schade aan het blad op.

### Leervaardigheid
Vanwege de goede leervaardigheid van de pimpelmees moest rond de jaren 1960–1970 in Engeland een alternatief gezocht worden voor de sluiting van melkflessen. In die tijd was het gebruikelijk dat de flessen werden gesloten met een dunne, gekleurde aluminiumfolie. De kleur van de folie gaf aan of de inhoud gewone melk of karnemelk was. Flessen werden door de melkman vaak buiten, bij de deur, achtergelaten. Pimpelmezen leerden dat karnemelk lekker was en dat ze de dunne folie konden verwijderen om van de inhoud te snoepen.

## Voortplanting
In de broedtijd eten pimpelmezen voornamelijk insecten en insectenlarven. Zij nestelen in boomholten en ook vaak in nestkastjes. Hun voorkeur gaat uit naar een vlieggat dat een paar millimeter kleiner in doorsnede is dan dat van de koolmees. Het gat varieert daarmee tussen 28 en 30 mm, een verschil van gemiddeld een 5 mm. Een geschikte nestkast heeft een minimale binnenmaat van 12 × 12 × 25 cm.
Aan het begin van het voorjaar en in het begin van de zomer wordt de pimpelmees seksueel actiever, maar vanaf het moment dat de dagen gaan lengen (21 december) begint het mannetje al frequent te zingen.
Wanneer een koppeltje pimpelmezen elkaar heeft gevonden blijven zij gedurende een of twee broedsels bij elkaar en nemen ze beide de verantwoordelijkheid voor het voeren van de jongen. Het is echter niet vreemd als het koppeltje hetzelfde nest jaren achter elkaar samen gebruikt of dat het nest wordt overgenomen door een van hun jongen. Een gemiddeld nest bevat 10–12 eieren waarvan meestal 80% uitkomt; 40% van de jongen wordt volwassen. Het grootste deel van de pimpelmezen overleeft strengere winters meestal niet.

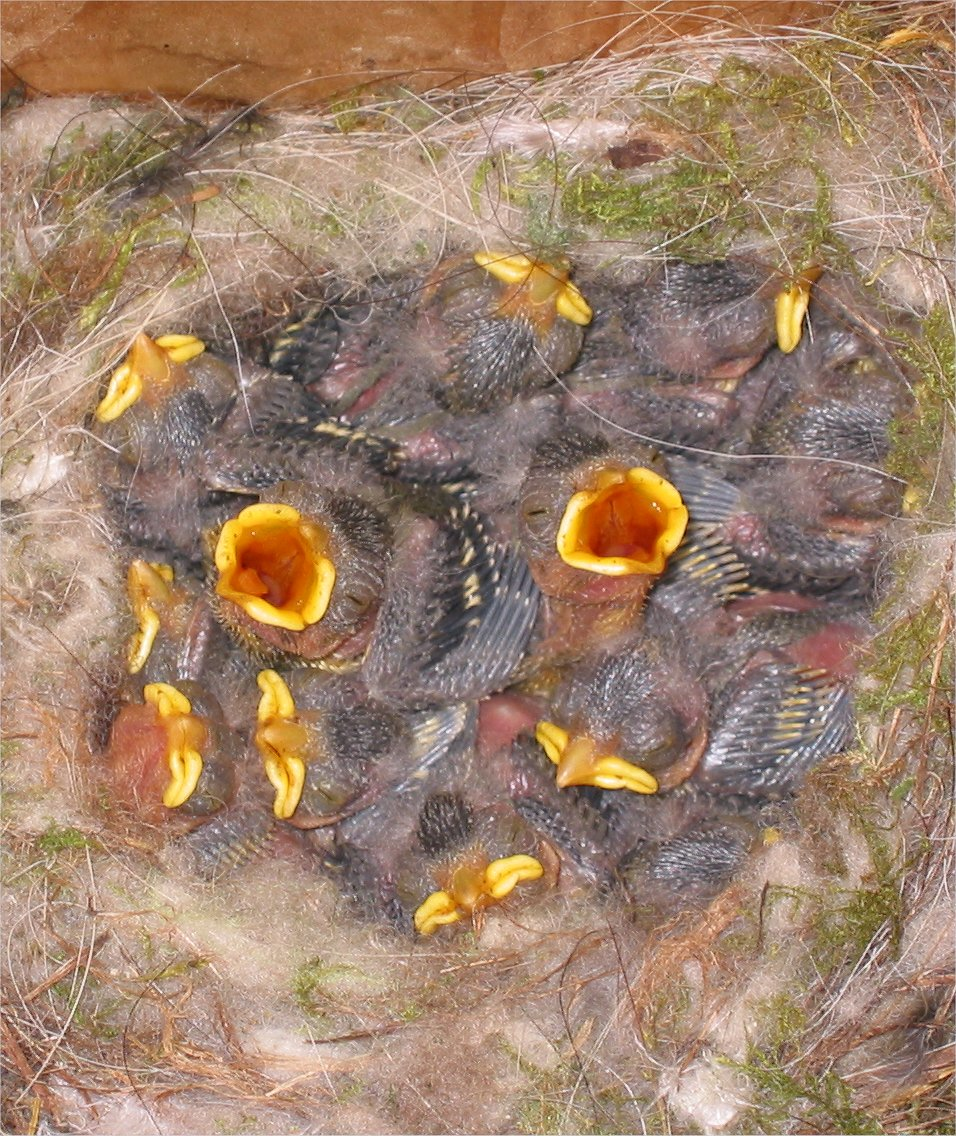
Nest met 11 jongen

### Nestperiode
Wanneer een stel pimpelmezen het nest geselecteerd heeft, markeren zij dit grondig met de snavels. De verse snavelmarkeringen bevinden zich rondom de opening. Het koppel zal hierna beginnen met de bouw van het nest. Dit nest bestaat meestal uit mos, haren, veren, bladeren, takjes en ander zacht materiaal. Wanneer het nest klaar is begint het vrouwtje met het leggen van een ei per dag. Pas als er ongeveer 10 eitjes zijn begint ze met broeden. Tijdens het broeden brengt het mannetje haar het voedsel dat ze nodig heeft.
Na twee weken komen de eitjes uit waarna beide ouders de jongen voeren. Om ervoor te zorgen dat roofdieren niet merken waar het nest is brengen de ouders de ontlasting van de jongen, die in een speciaal vliesje verpakt is, ver van het nest. De eierschalen worden door de ouders opgegeten. Zestien dagen na het uitkomen kunnen de jongen het nest verlaten.

### Na het uitvliegen
Het verlaten van het nest gebeurt met enige aarzeling en het duurt vaak een dag voordat alle jongen het nest hebben verlaten. Na het uitvliegen blijven de ouders de jongen nog enige tijd verzorgen en begeleiden. De jongen worden bij elkaar gehouden door een hoop geroep. Gedurende de eerste dagen na het uitvliegen, vormen de jongen een gemakkelijke prooi voor roofdieren omdat ze de vliegkunst nog niet geheel machtig zijn en ze bovendien veel om voedsel bedelen en daarbij lawaaiig zijn. Jongen leren goed de omgeving kennen waarin ze geboren zijn en keren ook ieder jaar in de lente terug naar de plaats waar zij geboren zijn.

## Klimaatverandering
Aangezien de pimpelmees afhankelijk is van de hoeveelheid beschikbare insecten, is de timing van het broeden van grote invloed op het broedsucces. Door het steeds iets vroeger intredende seizoen van insecten, begint het broedseizoen van de pimpelmees ieder jaar gemiddeld een halve dag eerder. In 1986 was dit rond dag 110 (20 april); in 2006 was dat rond dag 100 (10 april). De pimpelmees kan zich goed aan de klimaatverandering aanpassen.

### Overwinteren
Een pimpelmees is creatief als het erop aan komt te overleven. Zo kan hij ervoor kiezen om een strengere winter door te brengen in een oud nest, vooral omdat dit meestal insecten aantrekt die op het menu staan. Ook kan de pimpelmees kiezen voor een warmer land. In Nederland is het aantal pimpelmezen in de winter vaak groter omdat soortgenoten uit Scandinavië hierheen trekken. Na de kou keren de dieren meestal terug naar het land van herkomst.

## Voedsel

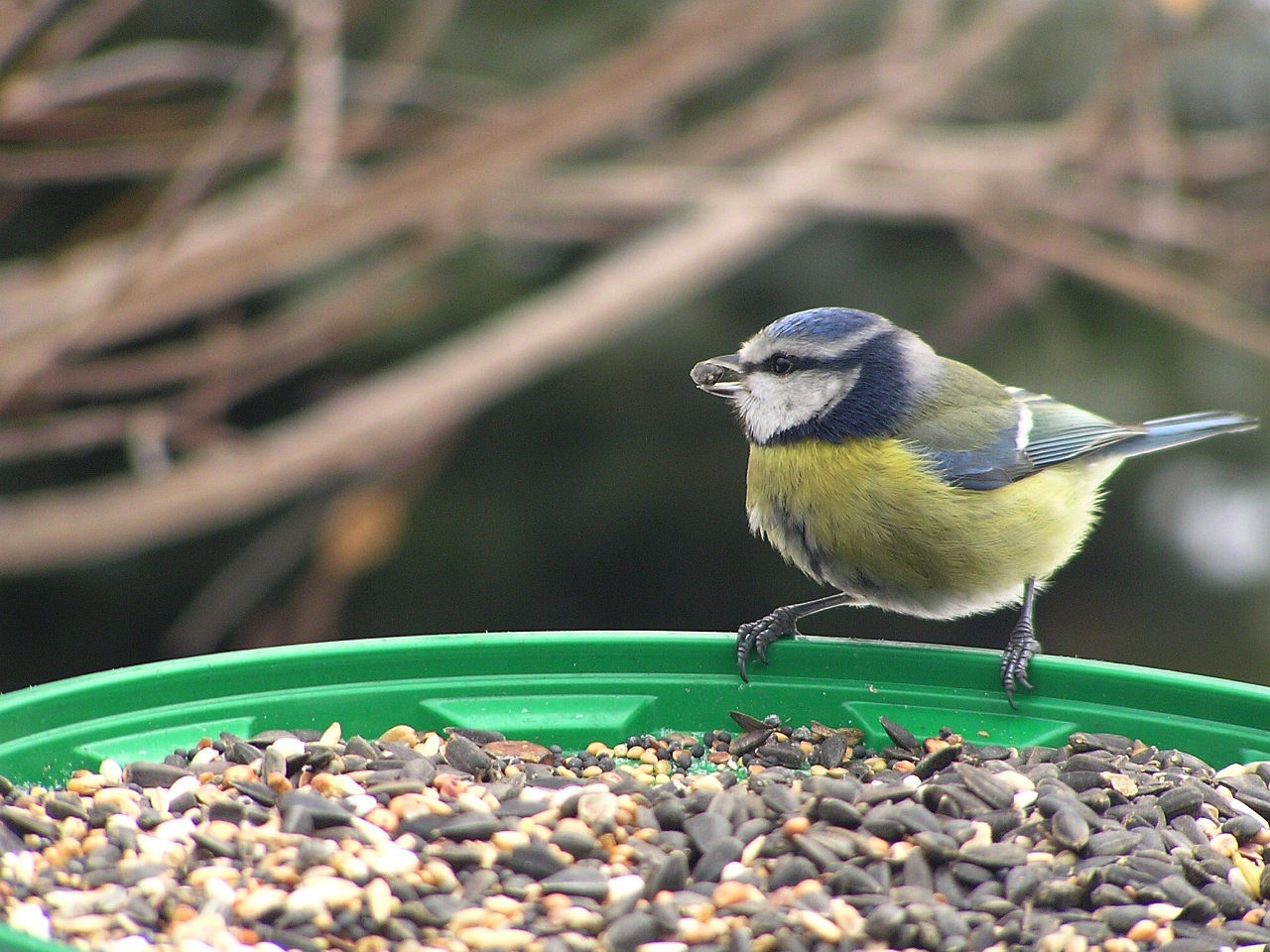
Zaden in de winter

Pimpelmezen maken graag gebruik van vetbollen, pindanetjes en voedertafels met gevarieerde zaden. Vaak verdedigen ze een vetbol tegen andere mezen. Om echter niet ten prooi te vallen aan roofdieren neemt de pimpelmees het liefste kleine hapjes en kijkt steeds snel en goed om zich heen. Maar ook het meenemen van voedsel zoals een pindanootje doet hij vaak. Het liefst neemt hij het dan mee naar een beschutte plek waar hij zich veilig voelt en de tijd kan nemen het op te eten.
Naast het voedsel dat de mens hun aanbiedt, eten zij voornamelijk insecten en hun larven, spinnen, bladluizen, nectar en zaden. De temperatuur in de lente speelt een belangrijke rol bij de timing en de grootte van de rupsenpiek.

## Verspreiding

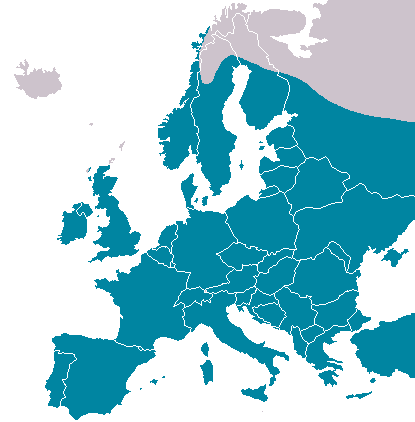
De pimpelmees komt overal in Europa voor, behalve IJsland en het uiterste noorden van Scandinavië.

Pimpelmezen zijn zeer talrijk en komen in heel Europa, met uitzondering van IJsland, het gehele jaar voor in bossen, parken en tuinen. Het is meestal een standvogel, maar in sommige jaren kunnen groepen uit Noordoost-Europa naar Centraal- en West-Europa trekken. Pimpelmezen kunnen zeer territoriaal zijn waardoor ze een jaar of zelfs hun gehele leven hun gebied verdedigen tegen soortgenoten, maar ook de grotere koolmees wordt soms doel van een verdedigingsaanval in de lente.

## Status in Nederland
Het aantal broedparen in Nederland in de periode 2018–2020 wordt geschat op 250.000 tot 400.000. In de periode 2000–2020 is er een lichte stijging van het aantal broedgevallen te zien.

## Ondersoorten
De soort telt negen ondersoorten:
- C. c. obscurus: de Britse Eilanden.
- C. c. caeruleus: van noordelijk, centraal en oostelijk Europa tot westelijk en noordelijk Klein-Azië.
- C. c. balearicus: Mallorca.
- C. c. ogliastrae: het Iberisch schiereiland, Corsica en Sardinië.
- C. c. calamensis: zuidelijk Griekenland, de Cycladen, Kreta en Rhodos.
- C. c. orientalis: zuidoostelijk Europees Rusland.
- C. c. satunini: Krim, Kaukasus, oostelijk Turkije en noordwestelijk Iran.
- C. c. raddei: noordelijk Iran.
- C. c. persicus: zuidwestelijk Iran.

## Galerij

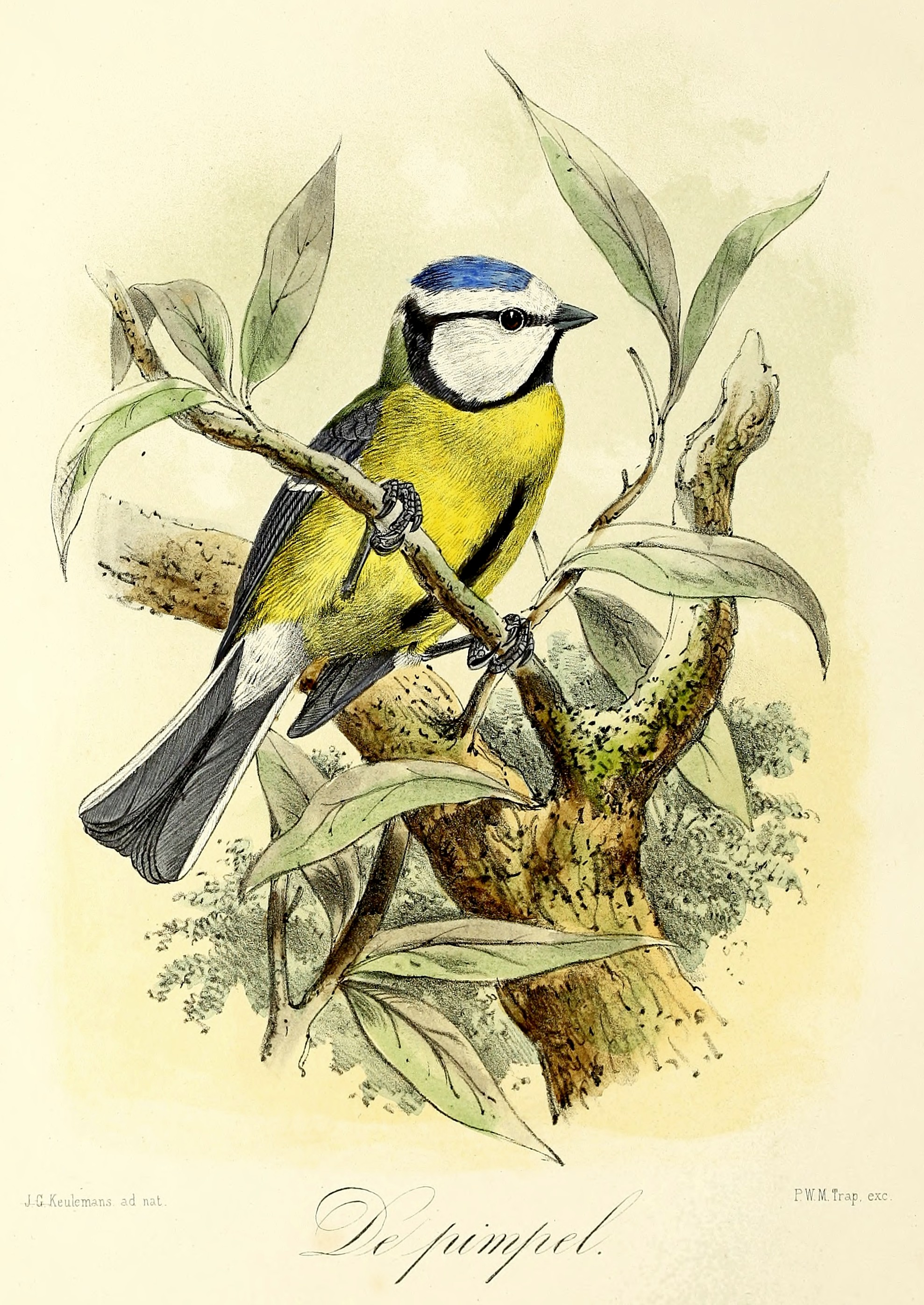
De pimpel (1869), John Gerrard Keulemans
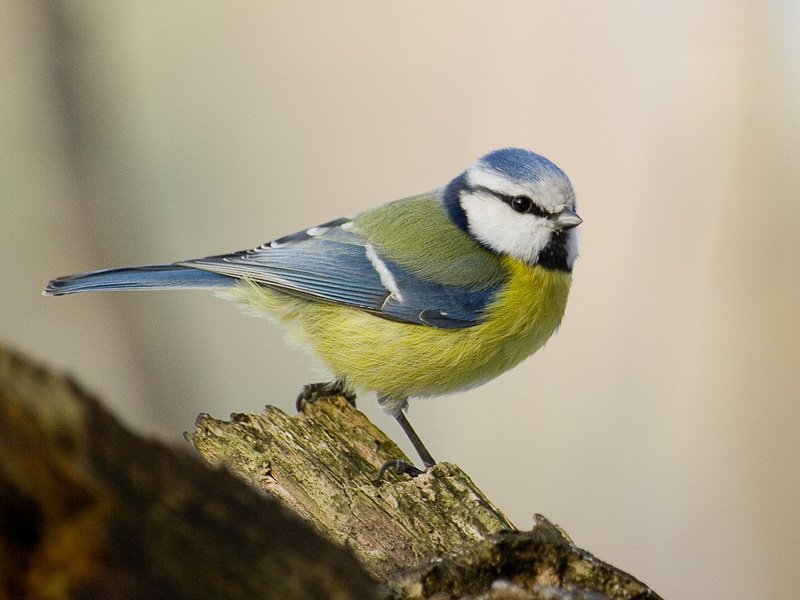
Pimpelmees
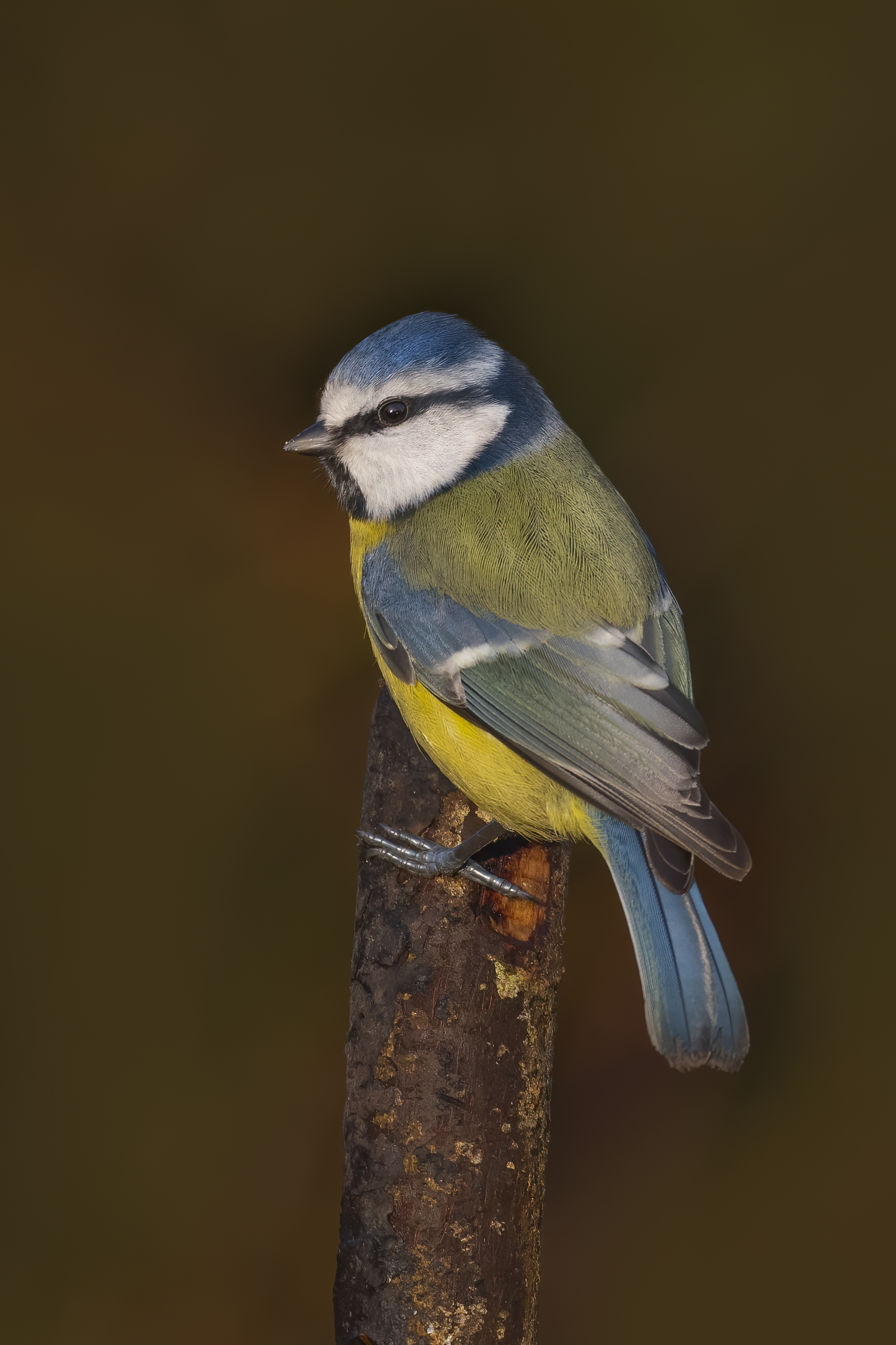
Pimpelmees van achteren
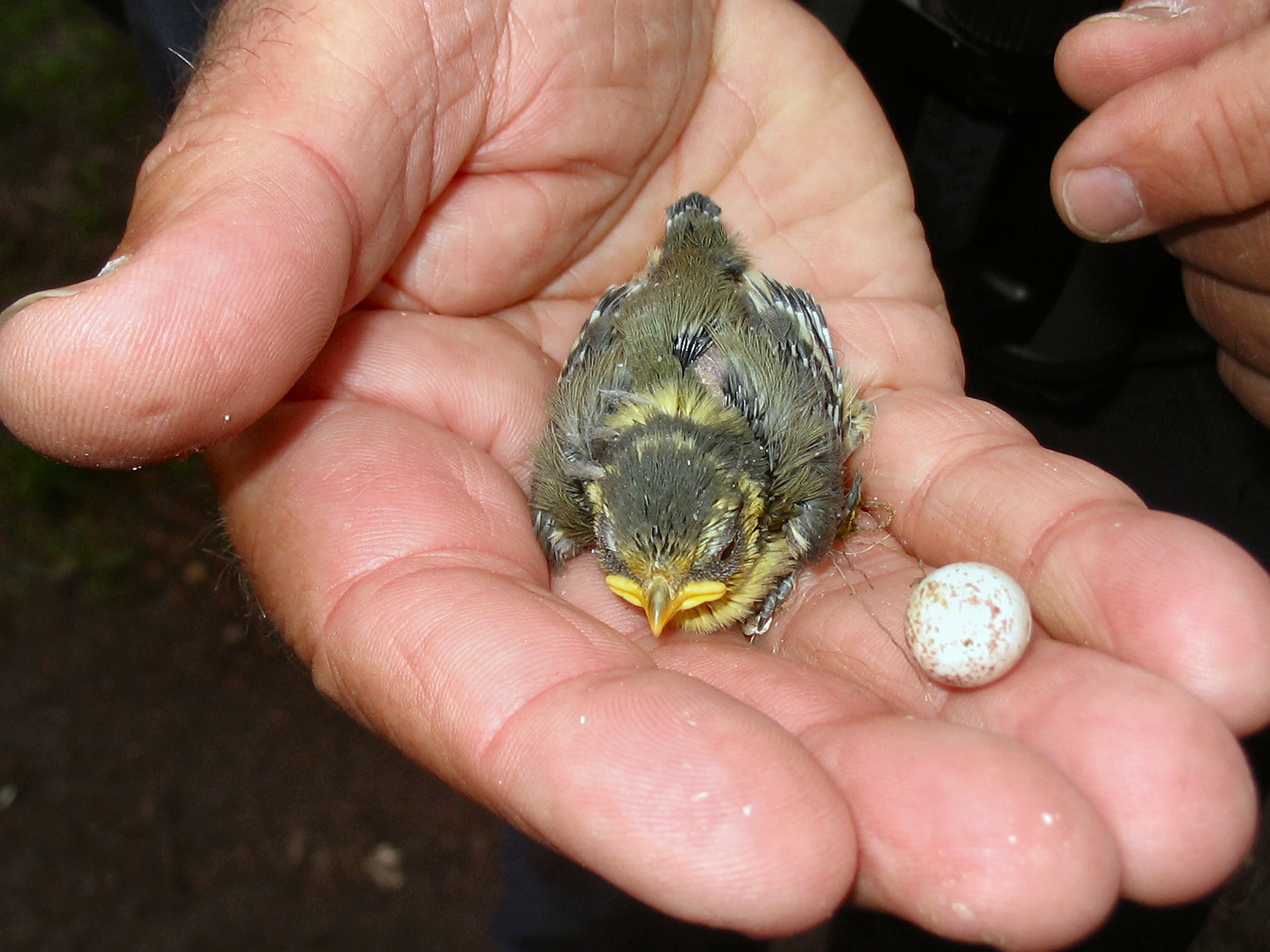
Jong en ei
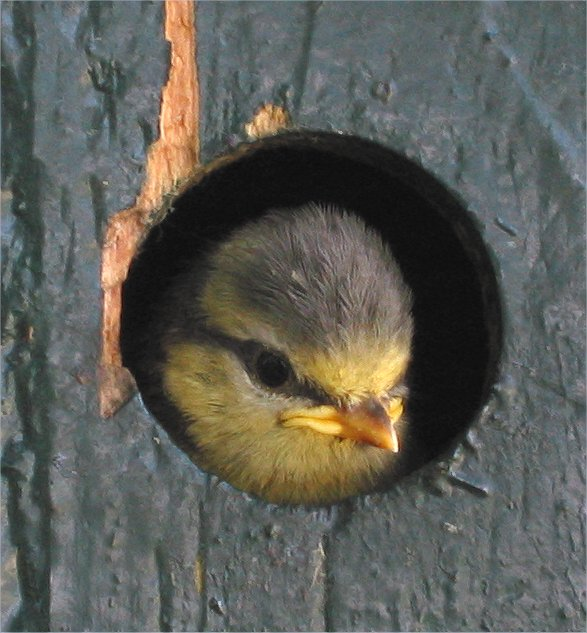
Jong in vlieggat (bemerk de gele oorstreek en de doffe kruin)
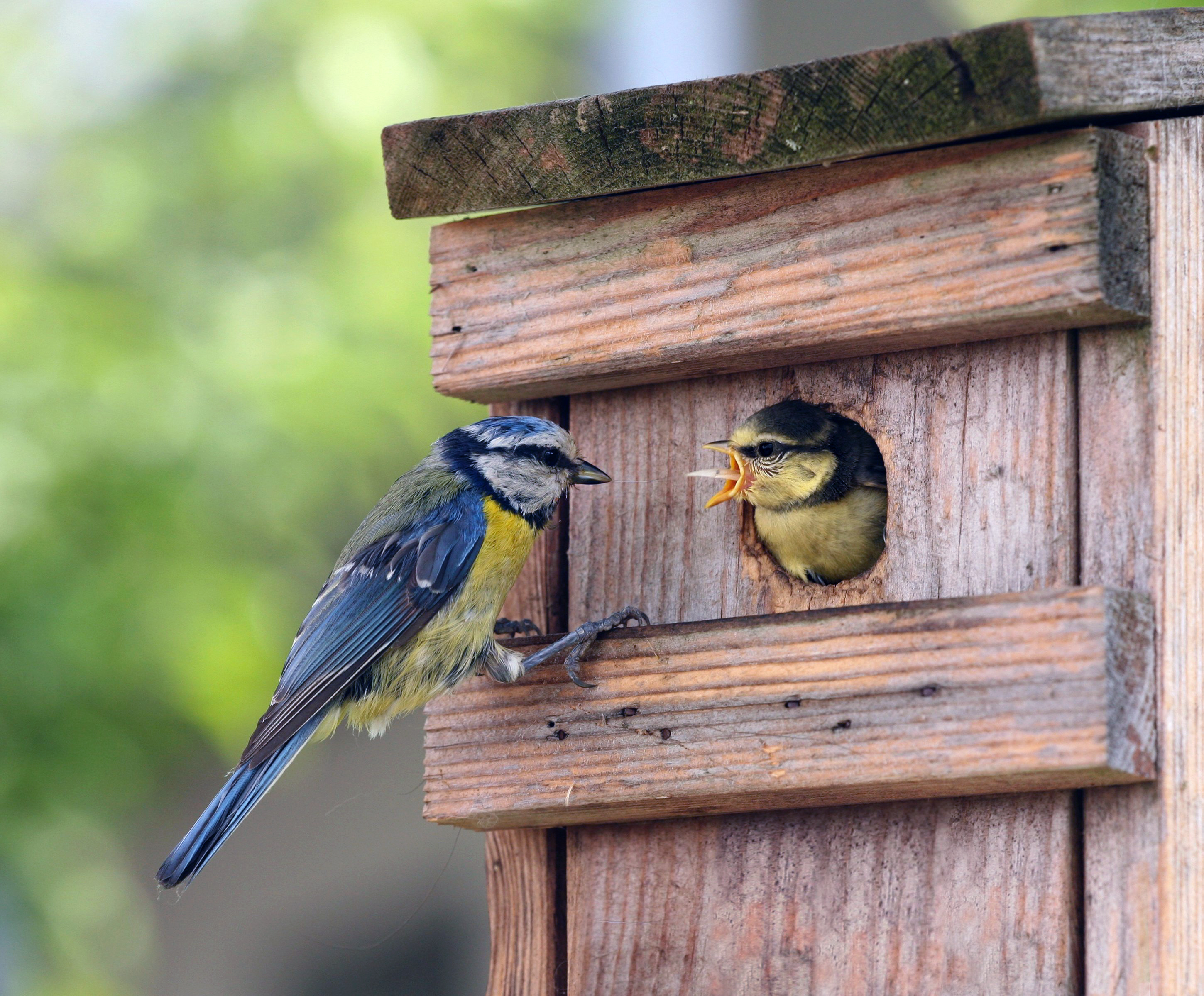
Oudervogel voert jong
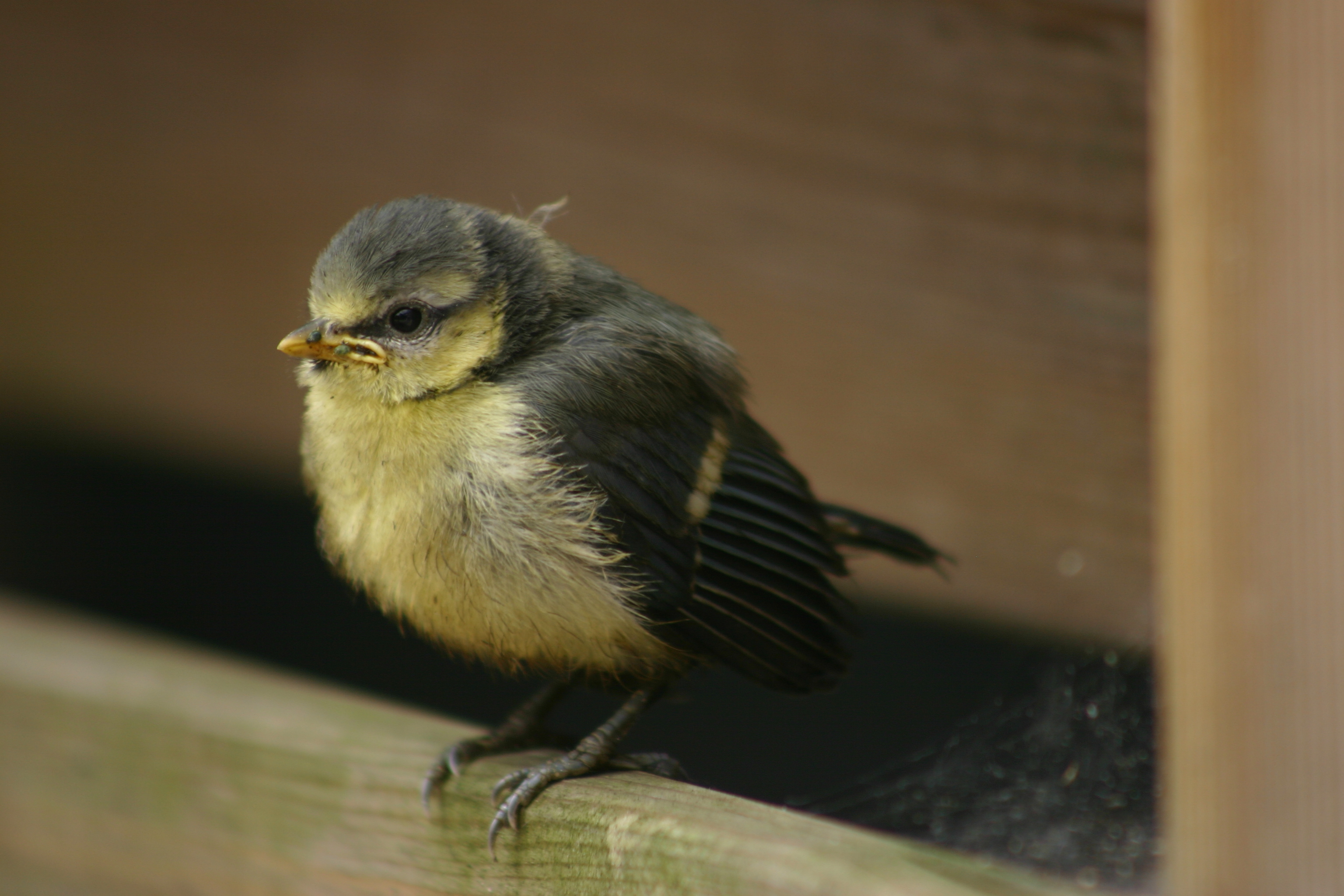
Pas uitgevlogen pimpelmees
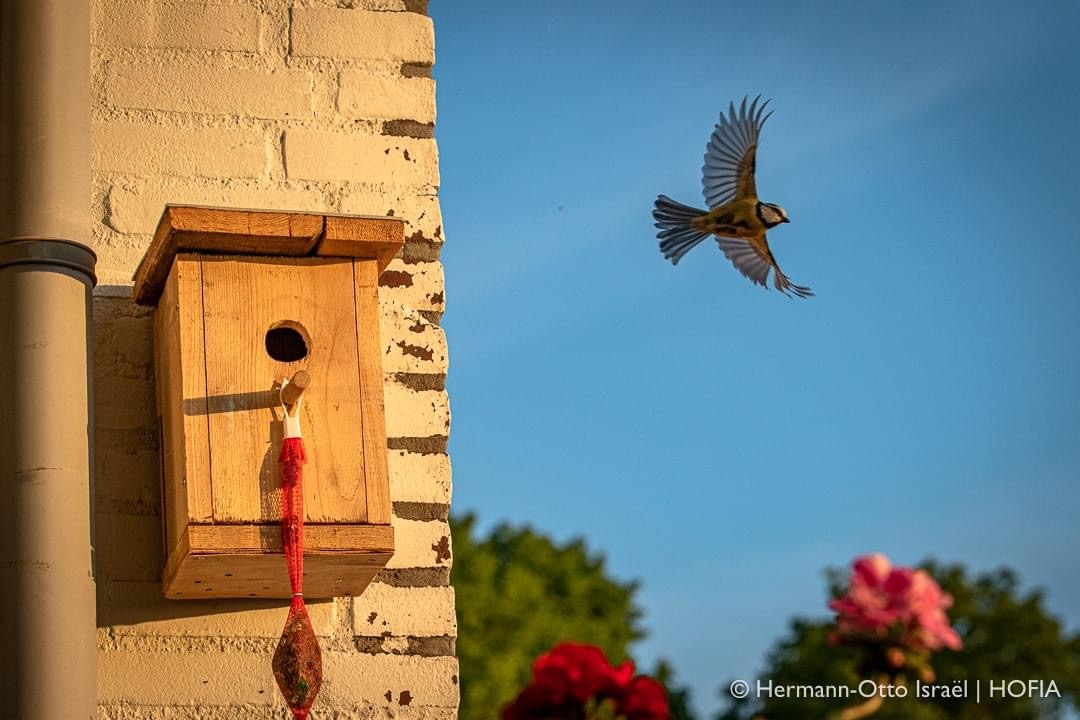
Pimpelmees vliegt nestkast uit
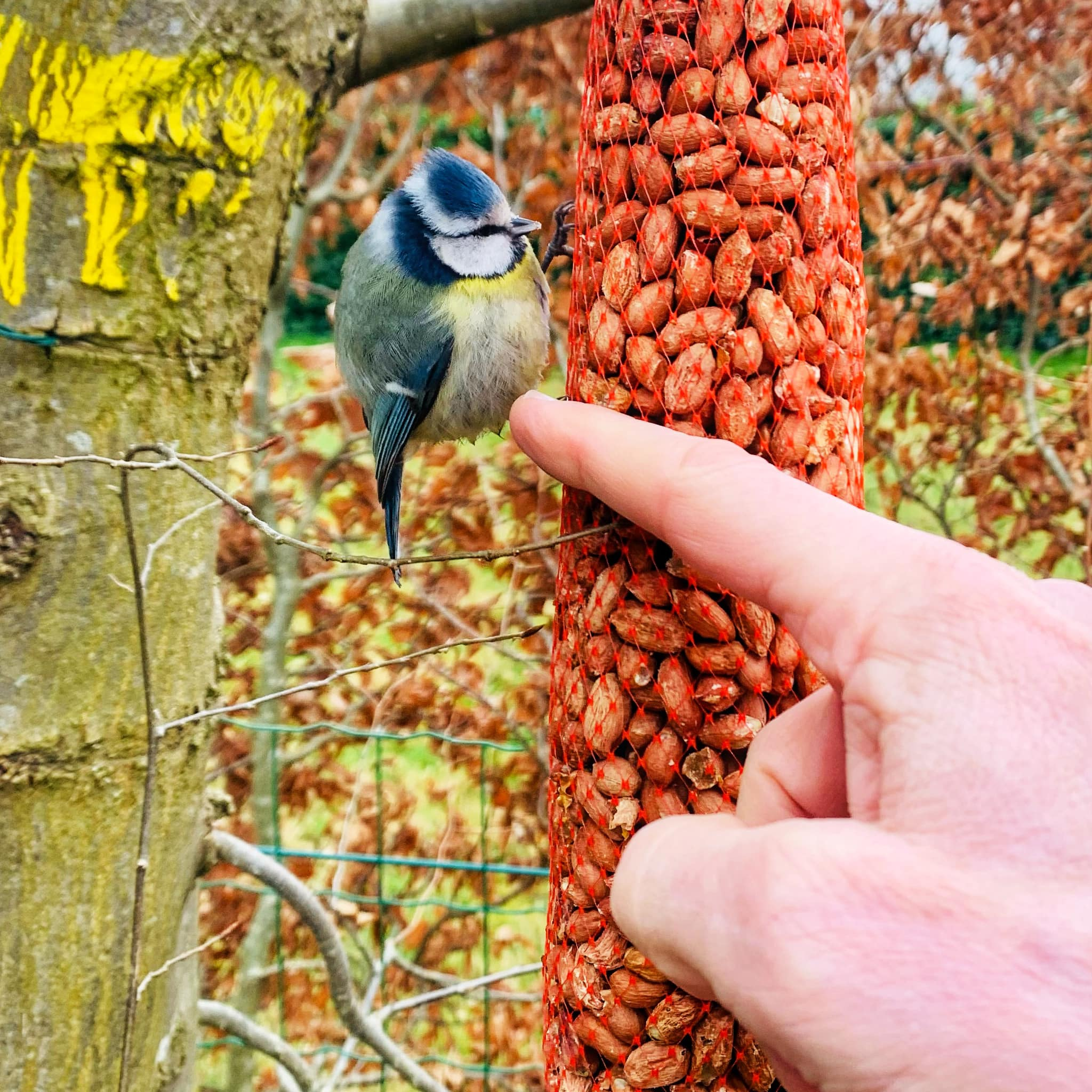
Mannelijke pimpelmees zonder angst voor de mens
- Jongen voeren